# خیاط پاناما
خیاط پاناما (به انگلیسی: The Tailor of Panama) نام فیلمی جاسوسی ایرلند-آمریکایی اثر جان بورمن است که در سال ۲۰۰۱ ساخته شد. دراین فیلم پیرس برازنان، جفری راش، جیمی لی کرتیس، برندن گلیسون، دنیل ردکلیف و کاترین مک‌کورمک به ایفای نقش پرداخته‌اند.
داستان فیلم برگرفته از رمانی نوشته ژان لو کره است که محتوایش جاسوسی است و به همین دلیل فیلم بسیار مهیج شده‌است.